# Liste der Monuments historiques in Vaudancourt
Die Liste der Monuments historiques in Vaudancourt führt die Monuments historiques in der französischen Gemeinde Vaudancourt auf.

## Liste der Bauwerke
| Bezeichnung                  | Beschreibung | Standort | Kennzeichnung | Schutzstatus | Datum | Bild           |
| ---------------------------- | ------------ | -------- | ------------- | ------------ | ----- | -------------- |
| Kirche St-Gervais-St-Protais |              | (Lage)   | PA00125666    | Inscrit      | 1993  | weitere Bilder |

## Liste der Objekte

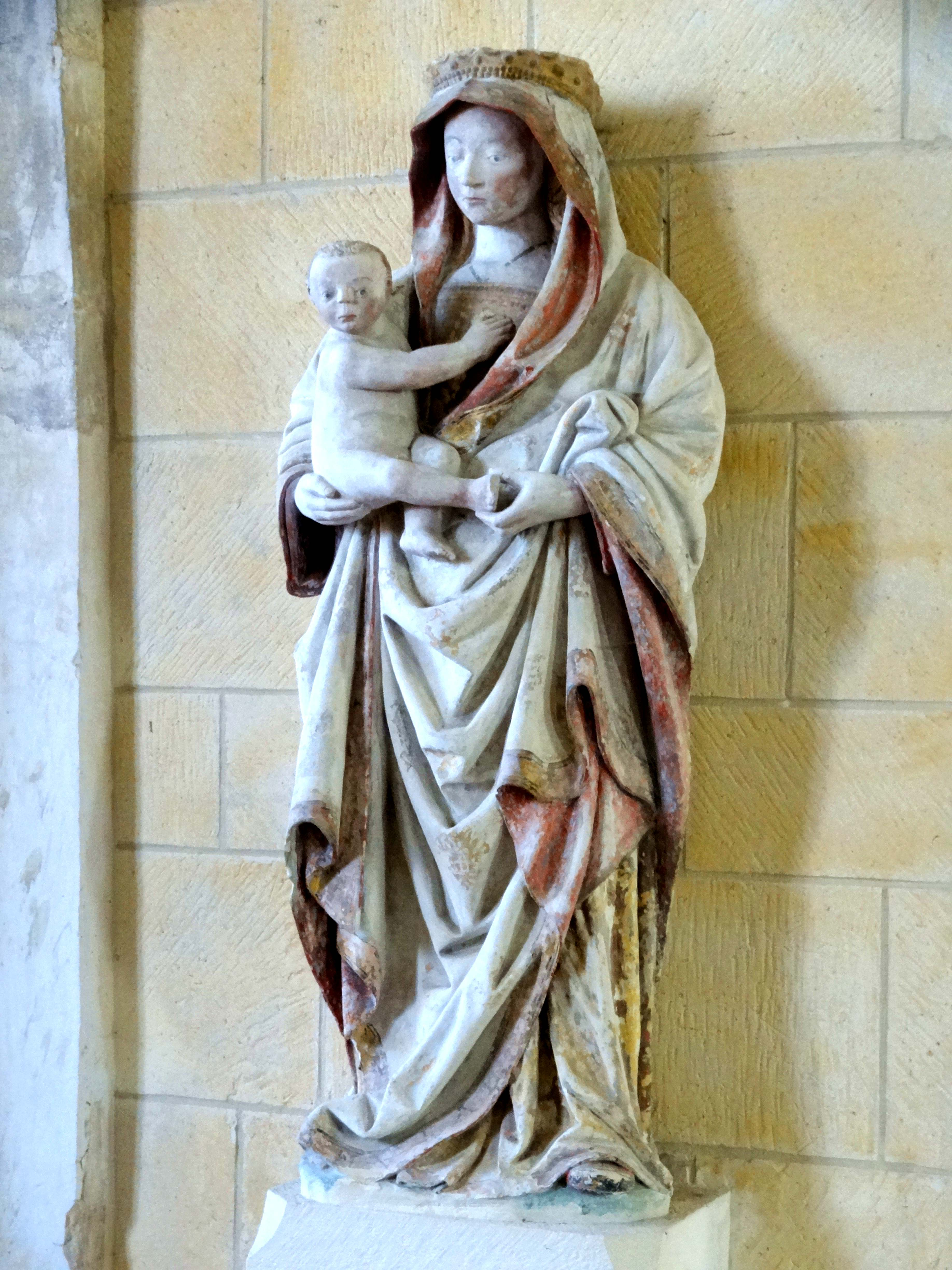
Skulptur Madonna mit Kind in der Kirche St-Gervais-St-Protais

- Monuments historiques (Objekte) in Vaudancourt in der Base Palissy des französischen Kultusministeriums